# Slow Food
Slow Food è un movimento culturale internazionale che opera sotto forma di un'associazione senza scopo di lucro, nato in Italia, a Bra, nel 1986, con il nome di Arci Gola, emanazione della più ampia associazione denominata ARCI (Associazione Ricreativa Culturale Italiana). 
L'associazione è stata fondata dal gastronomo Carlo Petrini ed è coordinata da un Consiglio Internazionale e guidata da un Comitato Esecutivo che si adopera a livello globale coinvolgendo milioni di persone in oltre 160 paesi. Slow Food opera anche nell'ambito della formazione attraverso la creazione della casa editrice Slow Food Editore e il "Master in cultura del cibo e turismo sostenibile" di Slow Food presso l'Università delle Scienze Gastronomiche di Pollenzo.

## Finalità

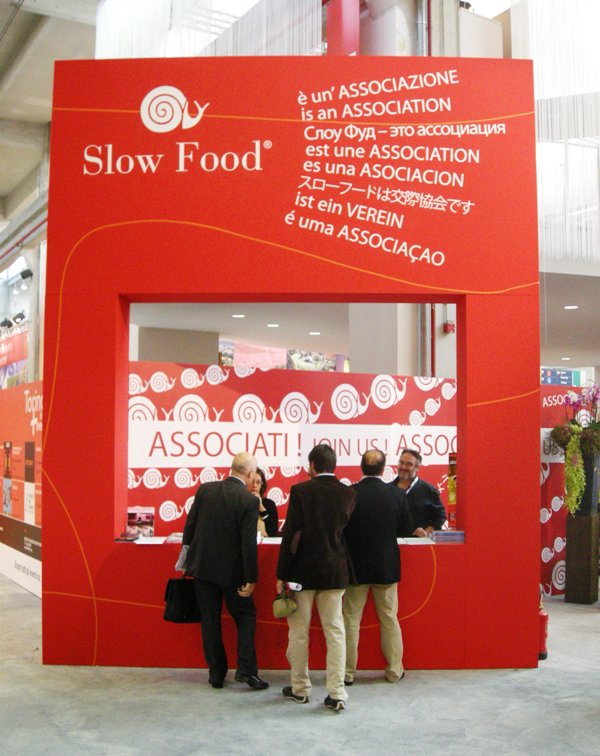
Stand di informazioni presso il Salone internazionale del gusto

Slow Food si pone come obiettivo la promozione del diritto a vivere il pasto innanzitutto come un piacere. Pensata come risposta al dilagare del fast food, del cibo spazzatura e delle abitudini frenetiche, non solo alimentari, della vita moderna, Slow Food studia, difende e divulga le tradizioni agricole ed enogastronomiche di ogni parte del mondo. Slow Food si è impegnata per la difesa della biodiversità e dei diritti dei popoli alla sovranità alimentare, battendosi contro l'omologazione dei sapori, l'agricoltura massiva e le manipolazioni genetiche.
L'associazione cerca di accrescere l’interesse delle persone per il cibo, creando consapevolezza dell'ambiente e puntando su agricolture pulite in grado di produrre senza l'utilizzo di OGM, rispettando la stagionalità degli ingredienti. Slow Food cerca inoltre di riscoprire e pubblicizzare cibi dimenticati, valorizzando le tradizioni locali e portando alla luce conoscenze antiche custodite nei diversi territori. Il fine ultimo è quello di garantire a tutti l’accesso a un cibo "buono, pulito ed equo", capace di salvaguardare la terra, i produttori e infine i consumatori.
Slow Food si impegna a:
1. far acquisire dignità culturale alle tematiche legate al cibo e all'alimentazione;
2. individuare i prodotti alimentari e le modalità di produzione legati a un territorio nell'ottica della salvaguardia della biodiversità, promuovendone l'assunzione a ruolo di beni culturali;
3. elevare la cultura alimentare dei cittadini e in particolare delle giovani generazioni con l'obiettivo del raggiungimento della piena coscienza del diritto al piacere ed al gusto;
4. promuovere la pratica di una diversa qualità della vita, fatta del rispetto dei tempi naturali, dell'ambiente e della salute dei consumatori, favorendo la fruizione di quei prodotti che ne rappresentano la massima espressione qualitativa;
5. sollecitare l'attenzione dell'opinione pubblica verso le tematiche ambientali e in particolare verso la salvaguardia della biodiversità e delle tradizioni culinarie.

## Statuto
Lo statuto è un atto giuridico politico che esprime formalmente e solennemente i principi fondamentali che riguardano l'organizzazione di uno stato (oggi più comunemente detto "costituzione" o "carta costituzionale") o l'ordinamento di qualsiasi associazione, ente o istituto.
Lo statuto di Slow Food si sviluppa nei seguenti 21 articoli:
- Art. 1 - Costituzione
- Art. 2 - Scopo

- Art. 3 - Sede
- Art. 4 - Durata ed estinzione
- Art. 5 - Soci Fondatori, d'Onore, Sostenitori e Sottoscrittori
- Art. 6 - Patrimonio
- Art. 7 - Organi
- Art. 8 - Comitato dei Soci d’Onore
- Art. 9 - Consiglio di Amministrazione
- Art. 10 - Normativa per le deliberazioni del Consiglio di Amministrazione
- Art. 11 - Poteri del Consiglio di Amministrazione
- Art. 12 - Ufficio di Presidenza
- Art. 13 - Comitato Scientifico
- Art. 14 - Competenze del Comitato Scientifico
- Art. 15 - Esperti
- Art. 16 - Segretario Generale
- Art. 17 - Collegio dei Revisori dei Conti
- Art. 18 - Gratuità delle cariche
- Art. 19 - Esercizio finanziario
- Art. 20 - Modifiche dello Statuto
- Art. 21 - Disposizioni finali

## Il Manifesto
Il 10 dicembre 1989 all'Opéra-Comique di Parigi nasce ufficialmente il movimento internazionale per la Difesa e il Diritto al Piacere. Sottoscrivono il Manifesto delegati provenienti da: Argentina, Austria, Brasile, Danimarca, Francia, Germania, Giappone, Italia, Paesi Bassi, Spagna, Stati Uniti, Svezia, Svizzera, Ungheria, Venezuela.
La sua forma archetipa, apparsa sulla newsletter Rosmarino nel novembre 1987, è firmata dai 13 padri fondatori: Folco Portinari, Carlo Petrini, Stefano Bonilli, Valentino Parlato, Gerardo Chiaromonte, Dario Fo, Francesco Guccini, Gina Lagorio, Enrico Menduni, Antonio Porta, Ermete Realacci, Gianni Sassi, Sergio Staino.
La velocità è diventata la nostra catena, tutti siamo in preda allo stesso virus: la vita veloce, che sconvolge le nostre abitudini, ci assale fin nelle nostre case, ci rinchiude a nutrirci nei fast food.

Ma l'uomo sapiens deve recuperare la sua saggezza e liberarsi dalla velocità che può ridurlo a una specie in via d'estinzione.

Perciò, contro la follia universale della fast life, bisogna scegliere la difesa del tranquillo piacere materiale.

Contro coloro, e sono i più, che confondono l'efficienza con la frenesia, proponiamo il vaccino di un'adeguata porzione di piaceri sensuali assicurati, da praticarsi in lento e prolungato godimento.

Iniziamo proprio a tavola con lo Slow Food, contro l'appiattimento del fast food riscopriamo la ricchezza e gli aromi delle cucine locali.

Se la fast life, in nome della produttività ha modificato la nostra vita e minaccia l'ambiente e il paesaggio, lo Slow Food è oggi la risposta d'avanguardia.

È qui, nello sviluppo del gusto e non nel suo immiserimento, la vera cultura, di qui può iniziare il progresso, con lo scambio internazionale di storie, conoscenze, progetti. Lo Slow Food assicura un avvenire migliore.

Lo Slow Food è un'idea che ha bisogno di molti sostenitori qualificati, per fare diventare questo moto (lento) un movimento internazionale, di cui la chiocciolina è il simbolo.»
(Il manifesto dello slow-food, PDF)

## Progetti

### Università di Scienze Gastronomiche
L'Università di Scienze Gastronomiche è stata fondata da Slow Food nel 2004 in collaborazione con le regioni Piemonte e Emilia-Romagna. Carlo Petrini e Massimo Montanari sono i principali ideatori e promotori di questa realtà il cui obiettivo primario era quello di promuovere l'educazione gastronomica e la cultura del cibo. Entrambi gli enti collaborano in diversi ambiti: partecipazione degli studenti negli eventi di Slow Food, possibilità di viaggiare all'estero per fare esperienza e l'inserimento di esperti e studiosi nell'università.

### Terra Madre
Il progetto più importante portato avanti da Slow Food è "Terra Madre - incontro mondiale delle Comunità del cibo", giunto nell'ottobre 2006 alla sua seconda edizione: cinquemila contadini, pescatori e allevatori si sono riuniti all'Oval di Torino per discutere di sovranità alimentare, difesa della biodiversità, diritto a un cibo più buono, pulito e giusto. Esso è la naturale evoluzione di progetti in difesa della biodiversità come l'Arca del Gusto, un censimento di prodotti alimentari locali minacciati dall'estinzione, dei Presìdi, progetti sul territorio che hanno lo scopo di sostenere concretamente questi prodotti, e il "Premio Slow Food per la biodiversità".
Nel 2002, per sostenere questi e altri progetti nel sud del mondo, Slow Food ha promosso la nascita della "Fondazione Slow Food per la biodiversità".
Nel 2012, a Ottobre si è tenuto il quinto meeting internazionale in collaborazione con il Salone Internazionale del Gusto.

#### La rete di Terra Madre Indigenous
La rete di Terra Madre indigenous difende anche la diversità culturale dei popoli indigeni, il loro diritto a cacciare, pescare e prendere decisioni sul proprio territorio. Questa rete coinvolge migliaia di persone in oltre 370 comunità presenti in più di 60 Paesi in tutto il pianeta.
Il primo evento di Slow Food, avvenuto in Svezia nel 2011, dedicato ai popoli indigeni è stato seguito da un secondo incontro svoltosi a Meghalaya, in India nel 2015. Questi eventi hanno avuto la finalità di promuovere la conoscenza della produzione alimentare secondo la visione dei rappresentanti delle comunità indigene.
Molti prodotti alimentari a rischio di estinzione sono preservati dalle comunità indigene nel mondo, come ad esempio il miele della foresta, raccolto dalle etnie Kurumba e Irula o del Wagashi, un formaggio fresco preparato dalla popolazione Fula in Burkina Faso; o la carne affumicata prodotta in Russia.

#### La rete delle città di Terra Madre
La rete delle città di Terra Madre è un progetto a cui partecipano tutti i comuni italiani con l'intento di mostrare l'ospitalità italiana e piemontese. Insieme alle città metropolitane, i comuni hanno partecipato al progetto fornendo supporto finanziario e ospitando i rappresentanti provenienti dai Paesi in via di sviluppo.

### Slow Food Editore
Slow Food è anche una casa editrice ("Slow Food Editore"), con sede a Bra, in provincia di Cuneo in Piemonte. Nata nel 1990, fondata nel 1986 (i primi anni sotto il nome di Arcigola) e diventata nel 1989 un'associazione internazionale. Pubblica guide, saggi, manuali, itinerari, che scandagliano lo scibile della cultura enogastronomica. Il best seller è Osterie d'Italia, sussidiario del mangiar-bere all'italiana. 
Dal 2009 Giunti Editore diventa nuovo socio e distributore nazionale di Slow Food Editore. Negli ultimi anni è aumentata la produzione di prodotto in formato elettronico, dagli ebook alle app tra cui Dizionario delle cucine regionali italiane e Osterie d'Italia 2021.

### Slow food(periodico)
La rivista è inviata sei volte l'anno ai soci italiani di Slow Food ed è diretta da Silvia Ceriani. Le firme provengono prevalentemente dal settore enogastronomico italiano ed estero.

### Fondazione Slow Food per la Biodiversità
La Fondazione Slow Food per la Biodiversità-Onlus difende la biodiversità alimentare e le tradizioni gastronomiche, promuove un'agricoltura sostenibile, rispettosa dell'ambiente, dell'identità culturale dei popoli e del benessere animale.
Finanzia i progetti realizzati per la tutela della biodiversità: l'Arca del Gusto, i presidi, 10.000 orti in Africa, Mercati della Terra e i Cuochi dell'Alleanza.
Un altro strumento per valorizzare e salvaguardare la biodiversità sono gli orti Slow Food: orti scolastici, comunitari e familiari. 
Slow food inoltre promuove i Mercati della terra in tutto il mondo, al fine di vendere prodotti di alta qualità ma anche di creare un legame tra piccoli produttori e consumatori.Vi sono attualmente 79 mercati della terra nel mondo che coinvolgono 28 Nazioni.

### Politica
Nel novembre 2019, insieme ad altre 26 ONG, Slow Food ha indirizzato una lettera alle istituzioni internazionali, in particolare all'Unione Europea, affrontando il tema del cibo e dell'agricoltura che devono fare la loro parte nel raggiungimento degli obiettivi climatici dell'Accordo di Parigi del 2015. Dal 2019 Slow Food Europe è entrata a far parte della EU Food Policy Coalition, la quale sostiene l'esigenza di introdurre politiche coerenti per passare a un'alimentazione sostenibile.
Slow Food auspica all'avvio di una Politica Alimentare Comune dell'Unione Europea che consideri la salute, gli aspetti ecologici, i valori sociali e culturali oltre alla produzione alimentare, agricola e commerciale.
Dal 2022 Slow Food fa parte del progetto del Primo parco mondiale dello stile di vita mediterraneo insieme ad altri soggetti istituzionali che operano nel centro Sicilia.

## Presidi di Slow Food
Il progetto Presidi di Slow Food nasce nel 1999 come evoluzione dell'Arca del Gusto per il recupero e la salvaguardia di piccole produzioni gastronomiche minacciate dall'agricoltura industriale, dal degrado ambientale e dall'omologazione. Anche se questa sorta di certificazione non è ufficiale (è assegnata da un comitato scientifico di Slow Food), i criteri di definizione sono simili a quelli delle certificazioni come "Indicazione geografica protetta" IGP e "Denominazione di origine protetta" DOP.
643 Presidi coinvolgono contadini, artigiani, pastori, pescatori e viticoltori di 79 Paesi. Essi svolgono quattro attività: 
- organizzano attività di formazione;
- promuovono e valorizzano i prodotti e i loro territori;
- comunicano le storie dei produttori, i prodotti e dei territori
- mettono in relazione produttori di tutto il mondo.

Le linee guida dei Presidi sono state redatte dalla Fondazione Slow Food per la Biodiversità che riceve la richiesta di avviare un progetto, organizza una prima visita ai produttori e autorizza l’avvio.

### Il marchio Presidio Slow Food®
Nel 2008 Slow Food ha registrato il marchio "Presidio Slow Food®" e lo ha dato in concessione ai Presidi, affinché lo inserissero sulle etichette dei prodotti di alcuni paesi. Il marchio consente ai produttori di differenziarsi sul mercato e di tutelare le produzioni dai rischi di contraffazione. Il marchio inizialmente doveva essere sempre accompagnato dalla frase che spiegava sinteticamente il progetto: "I Presìdi sono progetti di Slow Food che valorizzano prodotti artigianali di qualità realizzati secondo pratiche tradizionali".
Oggi, i Presidi sono l'unica comunità e l'unico progetto di Slow Food che usa il logo anche sull'etichetta dei prodotti. Il marchio deve sempre essere accompagnato, ogni volta che sia concretamente possibile, in particolare quando è applicato su etichette o confezioni, dalla frase: "I Presidi sono progetti di Slow Food che tutelano piccole produzioni di qualità realizzate secondo pratiche tradizionali".
Slow Food quindi sta lavorando per sostituire i tanti logo esistenti che oggi identificano le singole progettualità con un unico simbolo grafico: la chiocciola Slow Food. Questo percorso prevede la sostituzione dell'attuale marchio Presidio Slow Food (spirale colorata) con il nuovo marchio che affianca la dicitura "Presidio Slow Food" alla chiocciola (di colore rosso).

### Presidi Slow Food nel mondo[18][19]

#### Europa
Albania, Austria, Belgio, Bielorussia, Bosnia Erzegovina, Bulgaria, Cipro, Croazia, Francia, Georgia, Germania, Irlanda, Italia (con ben 343 presidi), Francia, Regno Unito. 

#### Africa
Burkina Faso, Capo Verde, Egitto, Etiopia, Guinea Bissau, Kenya, Madagascar, Mali, Marocco, Mauritania, Mozambico, Senegal, Sierra Leone, Sudafrica, Tunisia, Uganda

#### Americhe
Argentina, Brasile, Canada, Cile, Colombia, Ecuador, Guatemala, Honduras, Messico, Perù, Stati Uniti.

#### Asia e Oceania
Afghanistan, Armenia, Cina, Corea del Sud, Giappone, India, Libano, Malesia, Nuova Caledonia, Tajikistan, Uzbekistan.

## Movimenti Nazionali Slow Food all'estero

### Stati Uniti
Slow Food USA, con oltre 150 sedi in tutto il paese, agisce per creare un sistema alimentare che funzioni per tutte le comunità. Alcune sedi si concentrano su programmi di istruzione o supportano i mercati degli agricoltori e le CSA (community supported agriculture), mentre altre si concentrano sulle collaborazioni con i gruppi della comunità o sulla lotta per buone abitudini alimentari.

### Regno Unito
Slow Food Regno Unito è l'ente principale ed è formato da Slow Food Inghilterra, Slow Food Scozia, Slow Food Cymru e Slow Food Irlanda del Nord

### Svizzera
Slow Food Svizzera con sede a Ittigen, nasce nel 1993 in Canton Ticino. Fu la prima sezione fuori dall'Italia del movimento Slow Food: ad oggi conta circa 4000 soci e uno Slow food market a Zurigo

### Australia
Il movimento Slow Food Australia ha lo scopo di incrementare la consapevolezza nella comunità del valore del cibo locale buono e pulito dalla fattoria al mercato.

### Paesi Bassi
Slow Food Netherlands è supportato da 19 comunità locali ed è fortemente rappresentato dai giovani che rappresentano la Slow Food Youth Network (SFYN), precedentemente nota come Youth Food Movement. Con 11 regioni e una sede a Utrecht questa rete si impegna per un "sistema alimentare buono, pulito ed equo" organizzando vari eventi, progetti e campagne (come ad esempio, la SFYN Academy, Boer Bistro e la World Disco Soup Day)

## Cittaslow
Cittaslow è una rete di comuni che s'impegnano nel migliorare la qualità della vita degli abitanti e dei visitatori, trasferendo alle amministrazioni comunali le esperienze maturate nel mondo enogastronomico attraverso la rete di Slow Food.
La rete è stata fondata il 15 ottobre 1999 presso il Teatro Mancinelli di Orvieto, per iniziativa dei sindaci di Bra, Greve in Chianti, Orvieto e Positano, e appoggiata dallo stesso Presidente di Slow Food. Da allora Cittaslow si è strutturata e dopo vent'anni è presente in trenta paesi con centinaia di progetti.
Il titolo di "Cittaslow" viene concesso a tutti quei comuni con meno di 50.000 abitanti che non siano capoluogo di provincia e che rispettino le caratteristiche dello statuto e del regolamento di adesione. Tale titolo ha durata di 3 anni e si rinnova a condizione che le amministrazioni mantengano le condizioni primarie di ammissibilità.
Oltre che in Italia, la rete si espande in altri stati del mondo.

## Convivium
La rete di associati di Slow Food è suddivisa in sedi locali (dette "Condotte" in Italia e Convivium nel mondo), coordinate da Convivium leader che si occupano di organizzare corsi, degustazioni, cene, viaggi, di promuovere a livello locale le campagne lanciate dall'associazione, di attivare progetti come gli orti scolastici e di partecipare ai grandi eventi organizzati da Slow Food a livello internazionale. 
Sono attivi circa 1.600 Convivium Slow Food in 150 Paesi, comprese le 410 "Condotte" in Italia.

## Critiche
Per quanto questi obiettivi possano parere lodevoli, essi possono comportare altri problemi che non vengono affrontati. Ad esempio, se non si alterano in modo significativo i tempi della giornata di lavoro di gran parte delle popolazioni la preparazione del cibo in una maniera slow food diventa un onere aggiuntivo per chi deve preparare il cibo, spesso le donne. Al contrario i membri delle società più benestanti possono permettersi il tempo e le spese di sviluppo di gusto, conoscenza e discernimento. L'obiettivo dichiarato di Slow Food di preservare se stesso dal "contagio della moltitudine" può essere visto quindi come elitario.
Sulla stessa lunghezza d'onda il famoso agronomo americano Norman Borlaug, artefice della cosiddetta rivoluzione verde e premio Nobel per la pace del 1970, che, pur non riferendosi particolarmente agli obiettivi di Slow Food, afferma:
(Norman Ernest Borlaug nel discorso tenuto ad Oslo nel 2000, in commemorazione del Premio Nobel ottenuto trent'anni prima)
È stato a questo proposito osservato che:
(L. Simonetti, Mangi chi può, meno, meglio e piano, l'ideologia di Slow Food, Firenze, Pagliai, 2010, p. 35.)
Un'altra critica che viene mossa a Slow Food è quella di una contraddizione fra quanto predica e come si comporta. Uno dei cavalli di battaglia di Slow Food è il sostegno alle piccole realtà contadine che producono generi alimentari con mezzi tradizionali svolgendo attività in forma puramente artigianale. Tuttavia il movimento solleciterebbe pubblicità a pagamento sulle sue pubblicazioni e sui suoi siti o sponsorizzazioni alle partecipazioni del movimento a fiere e mostre, a tariffe che di solito solo aziende o consorzi a gestione industriale possono permettersi.